# Holoprosencefalia
A holoprosencefalia (HPE)  é uma má formação cerebral complexa resultante da clivagem incompleta do prosencéfalo (o lóbulo frontal do cérebro do embrião), entre os dias 18 e 28 de gestação. Durante o desenvolvimento normal, forma-se o lóbulo frontal e o rosto começa a desenvolver-se a partir da quarta até a oitava semana da gravidez, na HPE o lóbulo frontal do cérebro do embrião não se divide para formar os hemisférios cerebrais bilaterais (as metades esquerda e direita do cérebro), causando defeitos no desenvolvimento da face, na estrutura e no funcionamento do cérebro de gravidade variável.

## Classificação
Existem três classes de holoprosencefalia: 
- A holoprosencefalia alobar é o tipo mais grave, na qual o cérebro não consegue se separar e se associa geralmente a anomalias faciais severas.

- A holoprosencefalia semilobar, na qual os hemisférios do cérebro têm uma leve tendência a se separar, constitui uma forma intermedia da doença.

- A holoprosencefalia lobar, na qual existe uma evidência considerável de separação dos hemisférios do cérebro, é a forma menos grave. Em alguns casos de holoprosencefalia lobar, o cérebro do paciente pode ser quase normal.

## Sintomas
A holoprosencefalia, denominada anteriormente como arinencefalia, consiste numa gama de defeitos ou malformações do cérebro e da face. No extremo mais grave deste espectro encontram-se os casos que envolvem malformações sérias do cérebro, malformações tão graves que são incompatíveis com a vida e com freqüência causam a morte intrauterina espontânea. No outro extremo do espectro estão os indivíduos com os defeitos faciais que podem afetar os olhos, o nariz e o lábio superior-e o desenvolvimento normal ou quase normal do cérebro. Podem ocorrer convulsões ou atraso mental. O mais grave dos defeitos (ou anomalias) faciais é a ciclopia, caracterizado pelo desenvolvimento de um só olho, que se localiza geralmente no área ocupada normalmente pela raiz do nariz, e a ausência do nariz ou um nariz na forma de uma probóscide (um apéndice tubular) situada acima do olho. A etmocefalia é a anomalía facial menos comum. Consiste numa probóscide que separa olhos muito juntos, ausência do nariz e microftalmia (tamanho anormalmente pequeno de um ou ambos olhos). A cebocefalia é outra anomalía facial caracterizada por um nariz pequeno e aplastada com um único orifício nasal situada embaixo de uns olhos e muito juntos. A anomalía facial menos grave é o lábio leporino, também chamado agenesia premaxilar. Alguns autores incluem a ocorrência de incisivo maxilar medial único como parte do espectro fenotípico da doença.

## Causas
Ainda que as causas da maioria dos casos de holoprosencefalia seguem sendo desconhecidas, os pesquisadores sabem que aproximadamente a metade de todos os casos se devem a causas cromossômicas (dos cromossomos). As anomalias cromossômicas, tais como a síndrome de Patau (trissomia 13) e a síndrome de Edwards (trissomia 18) podem se associar à holoprosencefalia. Os filhos de mães diabéticas têm um risco maior de padecer do transtorno.

## Tratamento
Não existe tratamento para a holoprosencefalia e o prognóstico para os indivíduos que a padecem é pobre. A maioria dos que sobrevivem não mostram sinais de desenvolvimento significativos. Para os meninos que sobrevivem, o tratamento é sintomático (isto é, alivia só os sintomas e não as causas do trastorno). É possível que uma melhora no monitoramento da gravidez de mães diabéticas possa ajudar a prevenir a holoprosencefalia. Não obstante, não existem meios de prevenção primária.